# Cochliopalpus
Cochliopalpus is een kevergeslacht uit de familie van de boktorren (Cerambycidae). De wetenschappelijke naam van het geslacht werd voor het eerst geldig gepubliceerd in 1872 door Lacordaire.

## Soorten
Cochliopalpus omvat de volgende soorten:
- Cochliopalpus boranus Müller, 1941
- Cochliopalpus catherina (White, 1858)
- Cochliopalpus fimbriatus Aurivillius, 1928
- Cochliopalpus suturalis Harold, 1880